# Ronciglione
Ronciglione là một đô thị ở tỉnh Viterbo, Lazio, Ý), cách Viterbo khoảng 20 km. Thành phố nằm ở núi Cimini.Rongciglone có diện tích 52,28 km2 và dân số 8177 người.
Kinh tế chủ yếu là nông nghiệp với trái cây và rượu vang.